# هوفلسهایم
هوفلسهایم (به آلمانی: Hüffelsheim) یک شهر در آلمان است که در باد کرویتسناخ واقع شده‌است.